# Si te hubieses casado conmigo
Si te hubieses casado conmigo es una comedia española dirigida por Watcheslaw Turjansky en 1948 y protagonizada por Amparo Rivelles, Adriano Rimoldi y Fernando Rey.

## Trama
Comedia sentimental en torno al triángulo formado por una bella jovencita y dos galanes que le inspiran idéntico cariño. Uno de ellos, escritor, comienza una novela sobre el particular, donde describe cual será la vida de la chica con cada uno de los dos maridos.
Esta película supuso el debut cinematográfico del actor Pepe Sancho, aunque según algunas fuentes, tal afirmación es errónea.